# الدوري الهولندي الدرجة الثانية 1962–63
الدوري الهولندي الدرجة الثانية 1962–63 (بالهولندية: Tweede divisie 1962/63)‏ هو موسم من الدوري الهولندي الدرجة الثانية. فاز فيه نادي تلستار ‏.